# Абботины
Абботины (лат. Abbottina) — род лучепёрых рыб семейства карповых. Название роду дано в честь зоолога Джеймса Фишера Эбботта, который был профессором в Японской военной академии в Этадзиме.

## Описание
Тело абботин удлинённое, продолговатое и сжатое с боков. Рыло удлинённое, заострённое, верхний профиль вогнутый. Посередине головы находятся маленькие глаза. Губы мясистые и не бородавчатые. Окончание верхней челюсти не доходит до начала глаза. На каждой верхней челюсти находится по одному небольшому усику.

## Классификация
В состав рода включают 5 видов:
- Abbottina binhi  Nguyen, 2001
- Abbottina lalinensis Huang & Li, 1995
- Abbottina liaoningensis Qin in Lui & Qin et al., 1987
- Abbottina obtusirostris (Wu & Wang, 1931)
- Abbottina rivularis (Basilewsky, 1855) — Речная абботтина, или амурский лжепескарь[5]

## Распространение
Представители рода встречаются в Азии. Инвазивным видом является Abbottina rivularis. Этот вид широко распространился в водоёмах Европы, Монголии и Средней Азии.